# Економіка Ліберії
Ліберія — аграрна країна з гірничодобувною промисловістю, що розвивається. Економіка Ліберії надзвичайно слаборозвинена, значною мірою через Першу громадянську війну 1989–96 років. Сама Ліберія є однією з найбідніших і найменш розвинених країн світу.
До 1979 року економіка Ліберії була однією з найбільш розвинених і швидкозростаючих в субсахарській Африці, але після державного перевороту 1980 року вона занепала, громадянська війна зруйнувала значну частину інфраструктури, особливо в Монровії. 

## Загальна характеристика
Основні галузі промисловості: гірнича, харчова. Імпортує: хімічні товари, харчові продукти, паливо, машини. Транспорт: залізничний, автомобільний, морський. Головні порти: Монровія, Б'юкенен, Маршалл, Гринвілл. Морський торговий флот Ліберії за тоннажем формально займає 1-е місце у світі (97 млн т дедвейт, 1991). Міжнародний аеропорт Робертсфілд розташований за 60 км на схід від Монровії. Залізниці протяжністю 515 км побудовані іноземними компаніями для вивозу залізняку.
На початку XX ст. Ліберія була державою-боржником і знаходилася в стані, близькому до банкрутства. Щоб отримати нові кредити, у 1906 вона була вимушена передати Великій Британії контроль над митними зборами і податковими надходженнями, а з часів Першої світової війни і до 1951 цей контроль перейшов у ведення США з наданням їм широких повноважень в розподілі суспільних фондів. Фінансовий стан Ліберії поліпшився після Другої світової війни, коли зріс експорт каучуку з плантацій компанії «Файрстоун», була отримана допомога від уряду США, великі іноземні приватні інвестори вклали значні кошти в будівництво, гірничодобувну промисловість та інфраструктуру для транспортування і експорту залізняку. Державні прибутки знаходяться в прямій залежності від світових ринкових цін на сировину і притоку приватного іноземного капіталу. 
Економіка Ліберії значною мірою покладалася на видобуток залізної руди до громадянської війни. Ліберія тоді була основним експортером залізної руди на світовому ринку. До 1970-х років видобуток заліза становив більше половини експортних доходів країни. Проте після державного перевороту 1980 року темпи економічного зростання уповільнились через зниження попиту на залізну руду на світовому ринку та політичні потрясіння в Ліберії.
Організація Об'єднаних Націй запровадила санкції проти Ліберії в 2001 році за підтримку повстанців Революційного об'єднаного фронту (РОФ) у сусідній Сьєрра-Леоне. Ці санкції були скасовані після виборів у 2005 році.[джерело?]
ВВП — $ 2,3 млрд (1993). Темп зростання ВВП — 1,5%. ВВП на душу населення — $ 800. Експортує: какао, каву, залізні руди, гуму, лісоматеріали. Імпортує майже всі промислові товари, паливо і значну частину продовольства

## Структура економіки

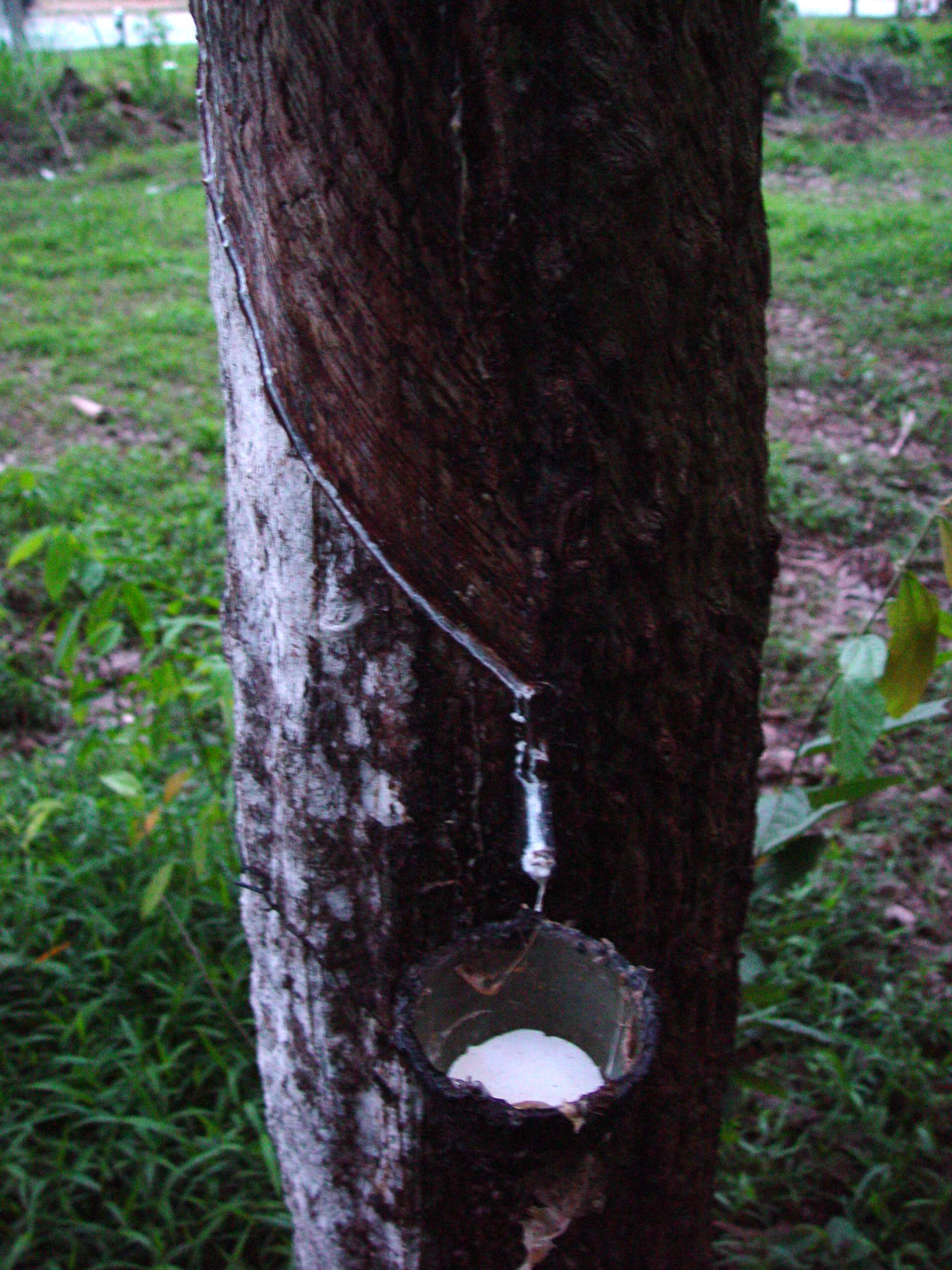
Збирання латексу

Основними галузями економіки сучасної Ліберії є вирощування продовольчих культур, головним чином рису і маніоку, а також видобуток залізняку і виробництво натурального каучуку на експорт. Компанії, що належать іноземному капіталу, контролюють майже всю зовнішню торгівлю, більшу частину оптової торгівлі і разом з ліванськими підприємцями значну частину роздрібної торгівлі. Іноземцям належать банківська система і будівництво, залізниці і частина автомобільних доріг. Ключові позиції в економіці країни займає американський капітал.

## Виробництво каучуку
Основа експортного сільського господарства — виробництво каучуку.
У середині 1980-х років його збір становив в середньому 75 тис. т на рік. Виробництво каучуку на експорт було налагоджене завдяки угоді 1926, за якою уряд Ліберії надав американській компанії «Файрстоун» концесію терміном на 99 років. До закінчення Другої світової війни компанія приносила найбільші прибутки країні.
У 1980-і роки плантації «Файрстоун» і «Б. Ф. Гудріч» були продані відповідно японській і англійській компаніям. Досі там зосереджене майже все виробництво каучуку в Ліберії. Експортну продукцію дають також олійна пальма, кавове дерево, шоколадне дерево і піассава. Велике експортне значення має деревина цінних тропічних порід.

## Обробна промисловість
Обробна промисловість в основному пов'язана з первинною переробкою експортної сировини. Інші напрями розвинені слабо, компанії з виробництва каучуку мають підприємства, де в невеликих масштабах виробляють будівельні матеріали, мило, гумове взуття, автомобільні покришки і напої. У країні є також декілька незалежних виробників хімічних продуктів, ліків, вибухових речовин і пластмас. У районі Монровії побудовані нафтопереробний і невеликий цементний заводи. Працює цукровий завод в Меріленді, завод з переробки каучуку в Гбанге і фабрика з виробництва фанери в Гринвіллі.